# كاليستا سي
كاليستا سي (بالفرنسية: Kalista Sy)‏، هي كاتبة سيناريو ومُخرجة سينمائية سنغالية. في 2019، أُدرجت ضمن قائمة 100 امرأة.

## روابط خارجية
كاليستا سي على موقع IMDb (الإنجليزية)